# Horst Kosel
Horst Kosel (* 6. Juli 1927 in Bernsdorf; † 24. Februar 2012 in Pulheim) war ein deutscher Sportwissenschaftler und Hochschullehrer.

## Leben
Kosel ging mit 15 Jahren an die Seekadettenschule nach Wolgast, 1944 wurde er zum Kriegsdienst eingezogen und geriet in Gefangenschaft. Nach dem Kriegsende war er bis 1949 beim Minenräumdienst tätig. Ab 1951 studierte er an der Sporthochschule Köln (DSHS) und war dort ab 1955 als Sportlehrer angestellt, unterrichtete bis 1965 im Sonderfach Versehrtensport und anschließend als Hochschullehrer am Institut für Rehabilitation und Behindertensport. Gleichzeitig besuchte er eine Abendschule in Köln und bestand 1960 das Abitur. Anschließend studierte er an der Universität zu Köln Psychologie, Philosophie und Physiologie, während er weiterhin als Lehrkraft an der Sporthochschule tätig war.
1976 schloss Kosel an der Sporthochschule seine Doktorarbeit (Thema: „Zum Aufmerksamkeitsproblem und seiner Bedeutung im Sport: vergleichende Untersuchung an Mannschafts- und Individualsportlern“) ab. Zwischen 1977 und 1982 war Kosel als Studienprofessor an der DSHS und von 1982 bis zu seinem Übergang in den Ruhestand 1991 als Hochschulprofessor tätig.
Kosel hatte an der Sporthochschule von 1965 bis 1975 die Leitung des Fachs Behindertensport und von 1967 bis 1971 ebenfalls die Leitung des Fachs Gymnastik inne. Von 1975 bis 1991 war er außerdem Vorsitzender des Prüfungsamtes. Kosel, der neben seiner Tätigkeit an der Sporthochschule Lehraufträge im Fach Heilpädagogik an der Universität zu Köln wahrnahm, befasste sich in Lehre und Forschung insbesondere mit der Fachdidaktik des Sports mit Körper- und Sinnesbehinderten, der Psychologie des Behinderten, der Sondererziehung sowie der speziellen Bewegungslehre für Behinderte.
Über seine Forschungstätigkeit hinaus prägte er die Entwicklung des bundesdeutschen Behindertensports durch seine Ehrenämter: Von 1960 bis 1988 war Kosel zunächst Bundessportwart, dann Bundeslehrwart des Deutschen Behindertensportverbandes. Bei den „Weltspielen der Gelähmten“ sowie den „Internationalen Spielen der Behinderten“ gehörte er zwischen 1960 und 1984 in unterschiedlichen Ämtern zu den bundesdeutschen Delegationen. Von 1978 bis 1981 gehörte er dem Exekutivkomitee des Internationalen Behindertensportverbandes ISOD sowie ab 1981 des Internationalen Blindensportverbandes IBSA an.

## Auszeichnungen
- August-Bier-Plakette der Sporthochschule Köln 1955
- Bundesverdienstkreuz erster Klasse 1983
- Ehrenplakette des Deutschen Versehrten Sportverbandes 1991
- Bronzemedaille der DSHS Köln 1991
- Victor-Ludorum-Ehrenpreis des Internationalen Blindensportverbandes 2002